# Дигул
Дигу́л (Дигуль, Увимбу; индон. Digul) — река в Индонезии, одна из крупнейших рек Новой Гвинеи, протекает в южной части острова по территории провинций Папуа-Пегунунган и Южное Папуа.
Длина — около 600 км, площадь бассейна — около 23 тыс. км².
Берёт начало в горах Джаявиджая (один из хребтов гор Маоке). Протекает главным образом на юг по обширной, большей частью заболоченной низменности в очень извилистом русле, в низовье преобладающим направлением течения становится запад. Впадает в Арафурское море, образуя дельту. Полноводна круглый год, сильно разливается после дождей в горах. Средний расход воды — около 1600 м³/с. Объём годового стока — 50 км³. Судоходна до верховьев.